# Judo aux Jeux africains de 1995
Navigation
Édition précédente Édition suivante
La 6e édition du  Judo aux Jeux africains  a comporté  16 épreuves, avec la première participation du judo féminin. La Tunisie qui a remporté autant de médailles d’or que l’Égypte la devance au nombre de médailles d’argent. Cette édition fait également office de Championnats d'Afrique de judo 1995.

## Podiums

### Femmes
| Épreuves                          | Or                            | Argent                               | Bronze                                                            |
| --------------------------------- | ----------------------------- | ------------------------------------ | ----------------------------------------------------------------- |
| Moins de 48 kg poids super-légers | Salima Souakri Algérie        | Dolly Moothoo Maurice                | Ariane Soleil Rasoafaniry Madagascar Nassiabassi Thompson Nigeria |
| Moins de 52 kg poids mi-légers    | Liezl Downing Afrique du Sud  | Mimose Géry Maurice                  | Lynda Mekzine Algérie Geneviève Nga Onana Cameroun                |
| Moins de 57 kg poids légers       | Debbie Warren-Jeans Zimbabwe  | Raoudha Chaari Tunisie               | Nadia Khadem Algérie Domoina Rabeantoandro Madagascar             |
| Moins de 61 kg poids mi-moyens    | Priscilla Chery-Lebon Maurice | Sanama Agoume Cameroun               | Shioma Enenwuke Nigeria Hajer Tbessi Tunisie                      |
| Moins de 66 kg poids moyens       | Mélanie Engoang Gabon         | Sally Buckton Afrique du Sud         | Marcelline Mpkegue Cameroun Nesria Traki Tunisie                  |
| Moins de 72 kg poids mi-lourds    | Nora Abdelhamid Égypte        | Chahira Boussetta Algérie            | Grace Dick Nigeria Lorinda Bence Afrique du Sud                   |
| Plus de 72 kg poids lourds        | Heba Hefny Égypte             | Marguerite Goualou Yao Côte d'Ivoire | Elyze Strydom Afrique du Sud Samira Oueslati Tunisie              |
| Open kg Toutes catégories         | Heba Hefny Égypte             | Marguerite Goualou Yao Côte d'Ivoire | Marcelline Mpkegue Cameroun Adja Marieme Diop Sénégal             |

### Hommes
| Épreuves                          | Or                         | Argent                        | Bronze                                                 |
| --------------------------------- | -------------------------- | ----------------------------- | ------------------------------------------------------ |
| Moins de 60 kg poids super-légers | Makrem Ayed Tunisie        | Henry Wessels Afrique du Sud  | Tarek Diaa Égypte Amar Meridja Algérie                 |
| Moins de 66 kg poids mi-légers    | Nourredine Yagoubi Algérie | Haitham El Hossainy Égypte    | Sami Moumen Tunisie Terrence Parkin Afrique du Sud     |
| Moins de 71 kg poids légers       | Hassen Moussa Tunisie      | David Koissy Côte d'Ivoire    | Noriaspola Madagascar Meziane Dahmani Algérie          |
| Moins de 78 kg poids mi-moyens    | Suleman Musa Nigeria       | Lotfi Aissaoui Tunisie        | Lyes Cherifi Algérie El-Sayed Ahmed Égypte             |
| Moins de 86 kg poids moyens       | Skander Hachicha Tunisie   | Jean-Claude Raphael Maurice   | Dean Hughes Afrique du Sud Serge Abolo Biwole Cameroun |
| Moins de 95 kg poids mi-lourds    | Bassel El Gharbawy Égypte  | William Akboro Afrique du Sud | Salah Rekik Tunisie Antonio Félicité Maurice           |
| Plus de 95 kg poids lourds        | Slim Agrebi Tunisie        | Khalifa Diouf Sénégal         | Kamel Larbi Algérie Steve Nguema Ndong Gabon           |
| Open kg Toutes catégories         | Khalifa Diouf Sénégal      | Serge Abolo Biwole Cameroun   | Suleman Musa Nigeria Kamel Larbi Algérie               |

## Tableau des médailles
| Rang  | Nation         | Or | Argent | Bronze | Total |
| ----- | -------------- | -- | ------ | ------ | ----- |
| 1     | Tunisie        | 4  | 2      | 5      | 11    |
| 2     | Égypte         | 4  | 1      | 2      | 7     |
| 3     | Algérie        | 2  | 1      | 7      | 10    |
| 4     | Afrique du Sud | 1  | 3      | 4      | 8     |
| 5     | Maurice        | 1  | 3      | 1      | 5     |
| 6     | Sénégal        | 1  | 1      | 1      | 3     |
| 7     | Nigeria        | 1  | 0      | 4      | 5     |
| 8     | Gabon          | 1  | 0      | 1      | 2     |
| 9     | Zimbabwe       | 1  | 0      | 0      | 1     |
| 10    | Côte d'Ivoire  | 0  | 3      | 0      | 3     |
| 11    | Cameroun       | 0  | 2      | 4      | 6     |
| 12    | Madagascar     | 0  | 0      | 3      | 3     |
| Total | Total          | 16 | 16     | 32     | 64    |